# Stenotrophomonas maltophilia
Stenotrophomonas maltophilia ist ein aerobes, gramnegatives Stäbchenbakterium mit grundsätzlich niedriger Virulenz, das schwer behandelbare Infektionen beim Menschen auslösen kann.

## Beschreibung
Ursprünglich war das zu den Nonfermentern gehörende Bakterium als Pseudomonas maltophilia klassifiziert und später der Gattung Xanthomonas zugerechnet worden. Erst 1993 wurde es als eigene Art zur Gattung Stenotrophomonas gestellt.
S. maltophilia ist etwas kleiner (0,7–1,8 × 0,4–0,7 μm) als andere Stenotrophomonaden. Es ist begeißelt und wächst gut auf MacConkey-Agar in farbigen Kolonien. S. maltophilia ist katalasepositiv, oxidasenegativ (im Unterschied zu den meisten anderen Mitgliedern der Hauptgruppe) und sezerniert eine extrazelluläre DNase.
S. maltophilia ist ubiquitär in wässriger Umgebungen, Erdboden und Pflanzen, und kann sich auch im Urin und den Sekreten der Atemwege finden. Es kann insbesondere bei Immundefizienz nosokomiale Infektionen verursachen. Das Bakterium wird auch für biotechnische Anwendungen eingesetzt.

## Klinische Bedeutung
S. maltophilia wird häufig auch als Kontaminante identifiziert, etwa auf Nahrung und in Luftbefeuchtern, aber auch in Hämodialyseflüssigkeit, Infusionslösungen zur parenteralen Ernährung und antiseptischen Lösungen wie Chlorhexidin oder quartären Ammoniumverbindungen. Der fakultativ, vor allem bei immunsupprimierten und auf Intensivstationen behandelten Patienten, pathogene Keim zeigt sich auch oft in Biofilmen; so kann S. maltophilia sich bei intubierten oder tracheotomierten Patienten auf den Tuben, bei katheterisierten Patienten am Blasenkatheter und bei Patienten mit implantierten Herzschrittmachern finden.
Ein Wachstumsnachweis in Sputum oder Urin ist in manchen Fällen nicht eindeutig interpretierbar und kann nur dann als Beweis für eine relevante Infektion gelten, wenn er aus einem normalerweise bakterienfreien Medium wie beispielsweise Blut oder Punktionsurin erfolgt.
Bei immunkompetenten Patienten führt S. maltophilia in der Regel nicht zu Lungenentzündungen und anderen Atemwegsinfektionen, Harnwegsinfektionen oder Bakteriämie (Weitere Folgen können Sepsis, katheter-assoziierte Infektionen und Infektionen von Haut und Weichgewebe sein). Bei abwehrgeschwächten Patienten kann das Bakterium durchaus Atemwegsinfektionen auslösen. Es gibt (pathogenetisch unklare) Hinweise auf einen Anstieg der S. maltophilia Besiedelung bei Mukoviszidosepatienten, bei denen  S. maltophilia auch chronische Infektionen der tiefen Atemwege verursachen kann.

## Therapie
S. maltophilia ist von Natur aus gegen zahlreiche Antibiotika resistent, oft spricht es aber auf Cotrimoxazol und (insbesondere bei Cotrimoxazol-Resistenz) Tigecyclin an, wobei jedoch die Zahl der auch hier resistenten Stämme zunehmend ist. Bei Resistenz kommen unter anderem auch Ciprofloxacin, Levofloxacin, Moxifloxacin, Ceftazidim, Piperacillin-Tazobactam und Ticarcillin-Clavulansäure in Betracht. Nach § 23 Abs. 4 Infektionsschutzgesetz müssen Infektionen durch S. maltophilia bei Cotrimoxazol-Resistenz zahlenmäßig erfasst werden.